# سیلوانیا ۵۱۹

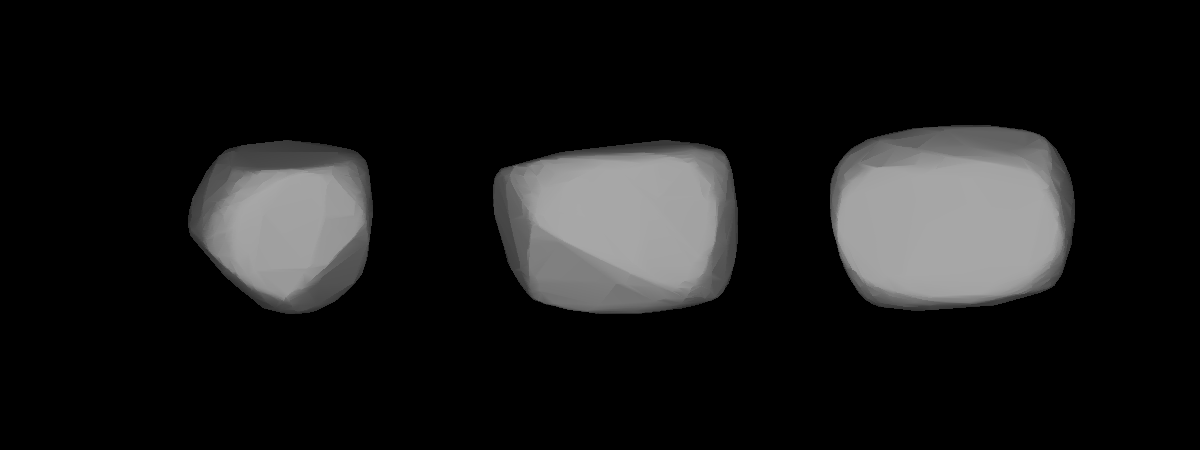
مدل سه‌بُعدی سیارک ۵۱۹ بر طبق منحنی نور آن

سیارک ۵۱۹ (به انگلیسی: 519 Sylvania، نامگذاری:1903MP) پانصد و نوزدهمین سیارک کشف شده‌است که در ۲۰ اکتبر ۱۹۰۳ و در هایدلبرگ کشف شد.
قدر مطلق سیارک برابر ۹٫۱۴ است.